# Geo Prizm
La Geo Prizm est une automobile produite par Geo puis Chevrolet de 1989 à 2002. C'est une Toyota Corolla rebadgée qui remplace la Chevrolet Nova.
En 2002, sa successeur est la Pontiac Vibe et en 2004, c'est la Chevrolet Cobalt.

## Première génération (1989-1992)

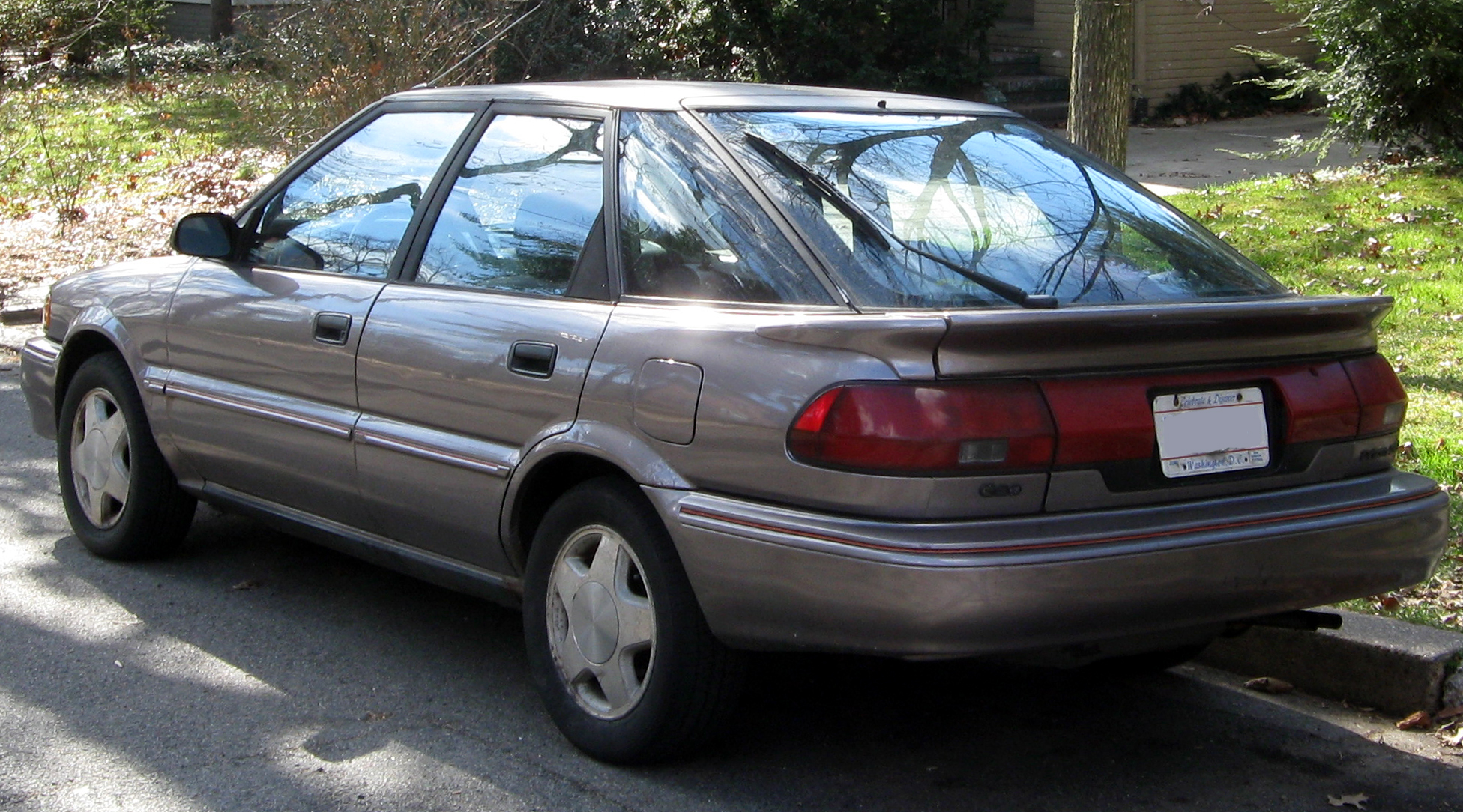
Geo Prizm I 5 portes

### Galerie

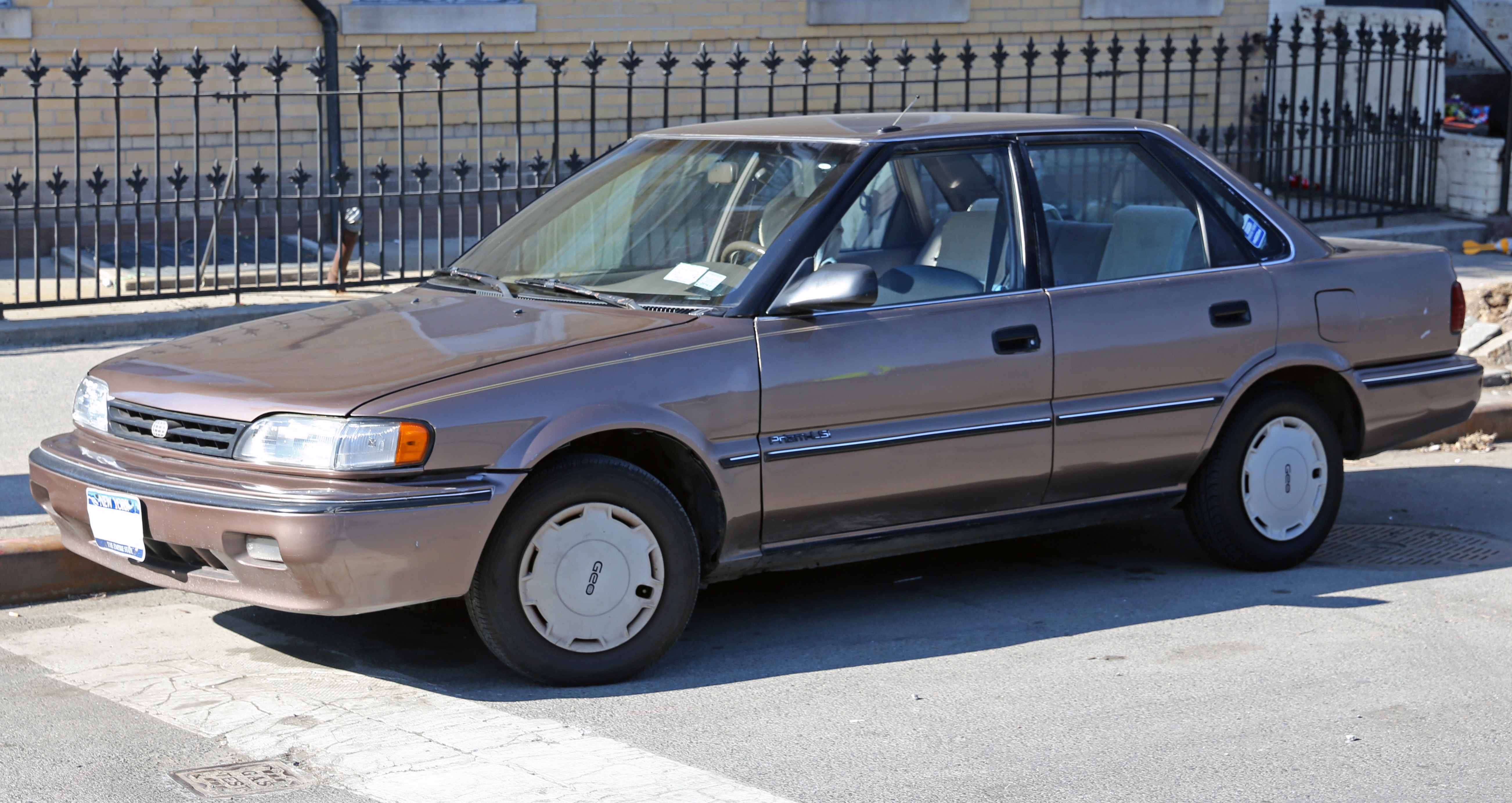
Geo Prizm I 4 portes
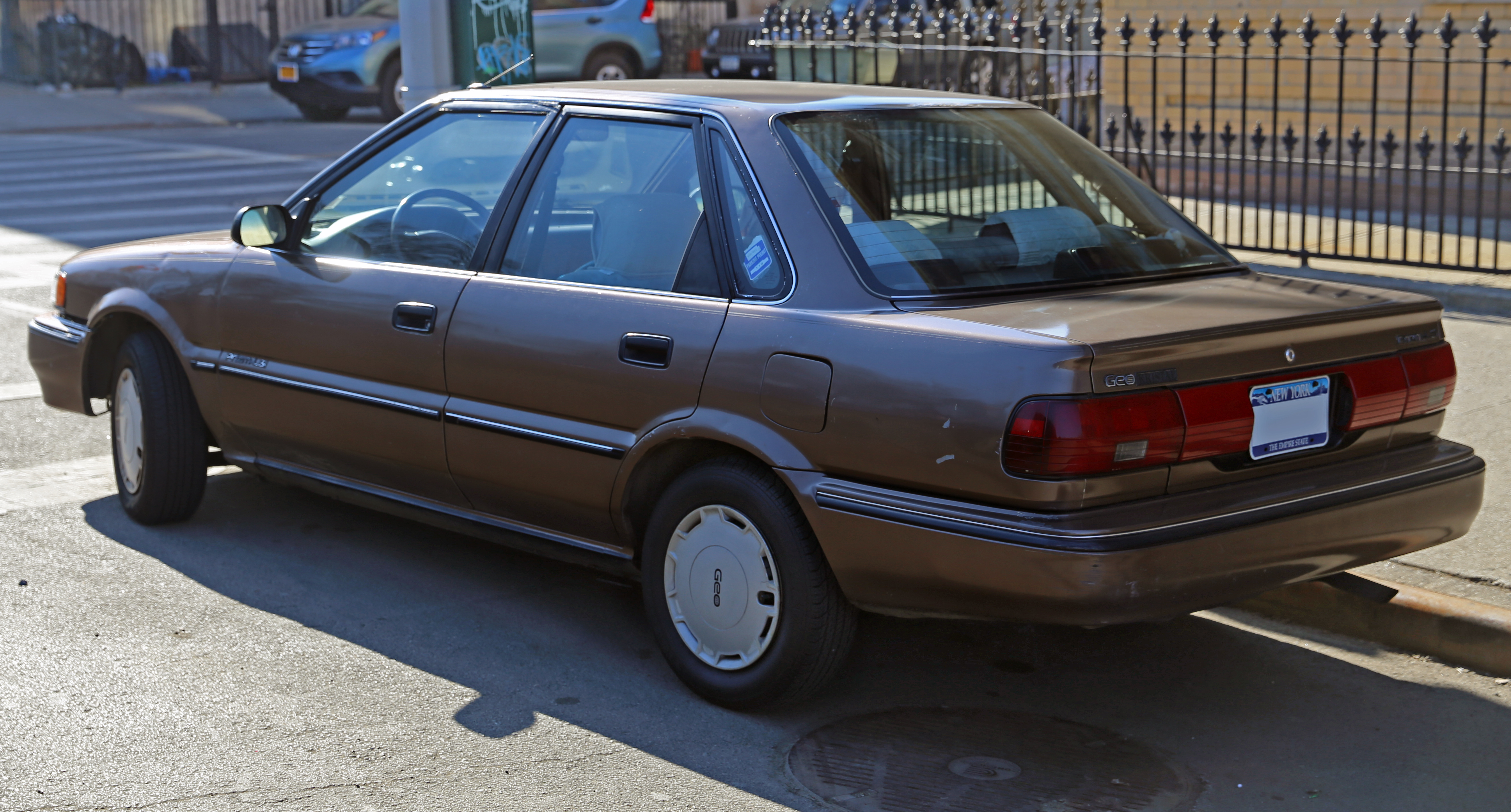
Geo Prizm I 4 portes

## Liens
- Toyota Corolla E90
- Toyota Corolla E100
- Toyota Corolla E110
- Toyota Sprinter